# Confederación Regional Obrera Mexicana
La Confederación Regional Obrera Mexicana (CROM) surge después de concluida la lucha armada y tras una serie de conflictos entre los sindicatos de la época. La CROM se fundó el 17 de mayo de 1918 y fue la primera confederación de trabajadores con carácter nacional, inmediatamente después de la promulgación de la Constitución de 1917.

## Historia
Después de concluir la lucha armada y tras una serie de conflictos entre los sindicatos de la época, se fundó el 22 de mayo de 1918 la primera Confederación de Trabajadores con carácter nacional: la Confederación Regional Obrera Mexicana, CROM en la ciudad de Saltillo.
Como la Casa del Obrero Mundial había perdido importancia y los conflictos generados entre los distintos grupos sindicales se intensificaban cada vez más, se generó la inquietud porque se fundara una organización sindical que representara al mayor número de sindicatos del país. Los primeros intentos al respecto se dieron en los Congresos realizados en las ciudades de Veracruz y Tampico, en donde se discutieron las principales estrategias de lucha que la futura central habría de tener.
Finalmente en marzo de 1918 en un Congreso realizado en la ciudad de Saltillo, la estrategia de lucha que se impuso fue la bandera de la CROM, la cual se simplificaba en la idea de un sindicalismo reglamentado y eficaz, en lugar de la idea de la acción directa. Este sindicalismo estuvo marcado por la idea de una acción política, como complemento de la lucha sindical.
La acción política de la nueva Confederación quedó sintetizada en la formación del Partido Laborista Mexicano (PLM), el cual celebró su primera convención en febrero de 1920, estructurado principalmente por los sindicatos pertenecientes a la CROM y otros sindicatos simpatizantes de la política del presidente Álvaro Obregón.
Así quedó constituida formalmente en la ciudad de Saltillo, la Confederación Regional Obrera Mexicana, con la participación de 115 delegados procedentes de 18 entidades federativas. Entre los sindicatos más importantes se encontraban el de trabajadores metalúrgicos, electricistas, trabajadores textiles, ferrocarrileros y tranviarios, mineros, sindicatos gremiales y de jornaleros agrícolas, entre otros.
Vicente Lombardo Toledano, un disidente de la CROM, organizó a una facción llamada "Purificada CROM" que dejó la  Federación en 1932, dejando la CROM para representar solo pocos sindicatos en la industria textil. Al poco tiempo, la Purificada CROM se convirtió en la Confederación de Trabajadores de México (CTM) en 1936, aliándose con el presidente Lázaro Cárdenas y el gobernante Partido de la Revolución Mexicana. En los años siguientes, la CTM había eclipsado la CROM.

## Secretarios Generales la CROM
- Luis N. Morones 1918-1919, 1941-1943
- Eduardo Moneda 1947-1948
- Ignacio Cuauhtémoc Paleta (1985-2010)
- Rodolfo Gerardo González Guzmán (2010-2020)